# (8081) Leopardi
(8081) Leopardi (1988 DD) – planetoida z pasa głównego asteroid okrążająca Słońce w ciągu 3,54 lat w średniej odległości 2,32 au. Odkryta 17 lutego 1988 roku.